# FC Saksan
El FC Saksan es un equipo de fútbol de Moldavia que juega en la Liga 1 de Moldavia, la tercera liga de fútbol más importante del país.

## Historia
Fue fundado en el año 2010 en la ciudad de Ceadîr-Lunga del estado de Gagauzia iniciando desde la tercera división, y al cabo de tres temporadas logró ascender a la máxima categoría.
En la temporada 2014/15 logró clasificar a la Liga Europea de la UEFA 2015-16 por primera vez en su historia, con lo que se convierte en su primera participación en un torneo internacional.
El club desaparece luego de abandonar la Divizia A en la temporada 2019.
En el año 2020 se refundaría para jugar la Divizia B en la temporada 2020-21.

## Palmarés
- Divizia A (1): 2013-14
- Divizia B (1): 2010-11

## Participación en competiciones de la UEFA
| Temporada | Torneo             | Ronda             | Club             | Casa | Visita | Global |
| --------- | ------------------ | ----------------- | ---------------- | ---- | ------ | ------ |
| 2015–16   | UEFA Europa League | 1ª Clasificatoria | Apollon Limassol | 0–2  | 0–2    | 0–4    |